# Роль воды в клетке
Уникальные свойства позволили воде играть в клетке роль растворителя, терморегулятора, а также поддерживать структуру клеток и осуществлять транспорт веществ и я

## Природа водородных связей
Сама молекула Н2O электронейтральна, но заряд внутри молекулы распределен неравномерно: в области атомов водорода небольшой положительный, а в области, где расположен атом кислорода, небольшой отрицательный заряд. Благодаря этому молекулы воды могут взаимодействовать друг с другом с образованием так называемых водородных связей.

Водородные связи (1)

Водородная связь определяет свойства воды:
1. У воды очень высокие температуры кипения, плавления и парообразования, так как нужно затратить дополнительную энергию на разрыв водородных связей. Только вода находится во всех трех агрегатных состояниях одновременно. Другие вещества со сходным строением и молекулярной массой, такие как H2S, HCl, NH3 при обычных условиях являются газами.
2. Гидрофобные вещества не будут растворяться в воде, зато молекулы H2O смогут отделить гидрофобное вещество от самой толщи воды. Например, жиры-фосфолипиды, из которых состоит клеточная мембрана, могут благодаря взаимодействию с водой формировать липидный бислой.

### Участие в химических реакциях
Вода в качестве реагента участвует во многих химических реакциях:
- В ходе фотосинтеза растений происходит фотолиз воды: водород из состава воды используется для создания мембранного градиента протонов для синтеза АТФ, а свободный кислород диффундирует в атмосферу. Уравнение фотосинтеза: 6H2O+6CO2=C6H12O6+ 6O2
- Вода участвует в гидролизе — разрушении веществ с присоединением воды. Например, гидролиз жиров, белков и углеводов происходит при переваривании пищи, а при гидролизе АТФ выделяется энергия, необходимая для осуществления энергетически невыгодных ферментативных реакций.
- При гидролизе солей вода является источником протонов и электронов.

### Поддержание структуры клеток
Вода практически не сжимается (в жидком состоянии), и поэтому служит гидростатическим скелетом клетки. За счет осмоса вода создает избыточное давление внутри вакуолей растительных клеток, это тургорное давление обеспечивает упругость клеточной стенки и поддержание формы органов (например, листьев).

### Транспорт веществ
- У растений, благодаря, в частности, капиллярному эффекту, характерному для воды (её молекулам свойственна когезия) осуществляется подъём от корня к другим частям растения растворенных в воде минеральных солей по сосудам. Также из-за когезии вода в почве доступна для всасывания через корневые волоски.
- Транспорт продуктов фотосинтеза происходит посредством перемещения по ситовидным трубкам водного раствора сахарозы.
- Выведение, перемещение продуктов обмена веществ в растворенном виде у животных (вода является основным компонентом крови и лимфы, а также играет важную роль в выделительной системе).

### Участие в терморегуляции
Вследствие своей большой теплоёмкости — 4200 Дж/(кг·К) — вода обеспечивает примерное постоянство температуры внутри клетки. Вода может переносить большое количество теплоты, отдавая её там, где температура тканей ниже, и забирая там, где температура более высокая. Также при испарении воды происходит значительное охлаждение из-за того, что много энергии тратится на разрыв водородных связей при переходе из одного агрегатного состояния (жидкость) в другое (газ).